# Corte de España

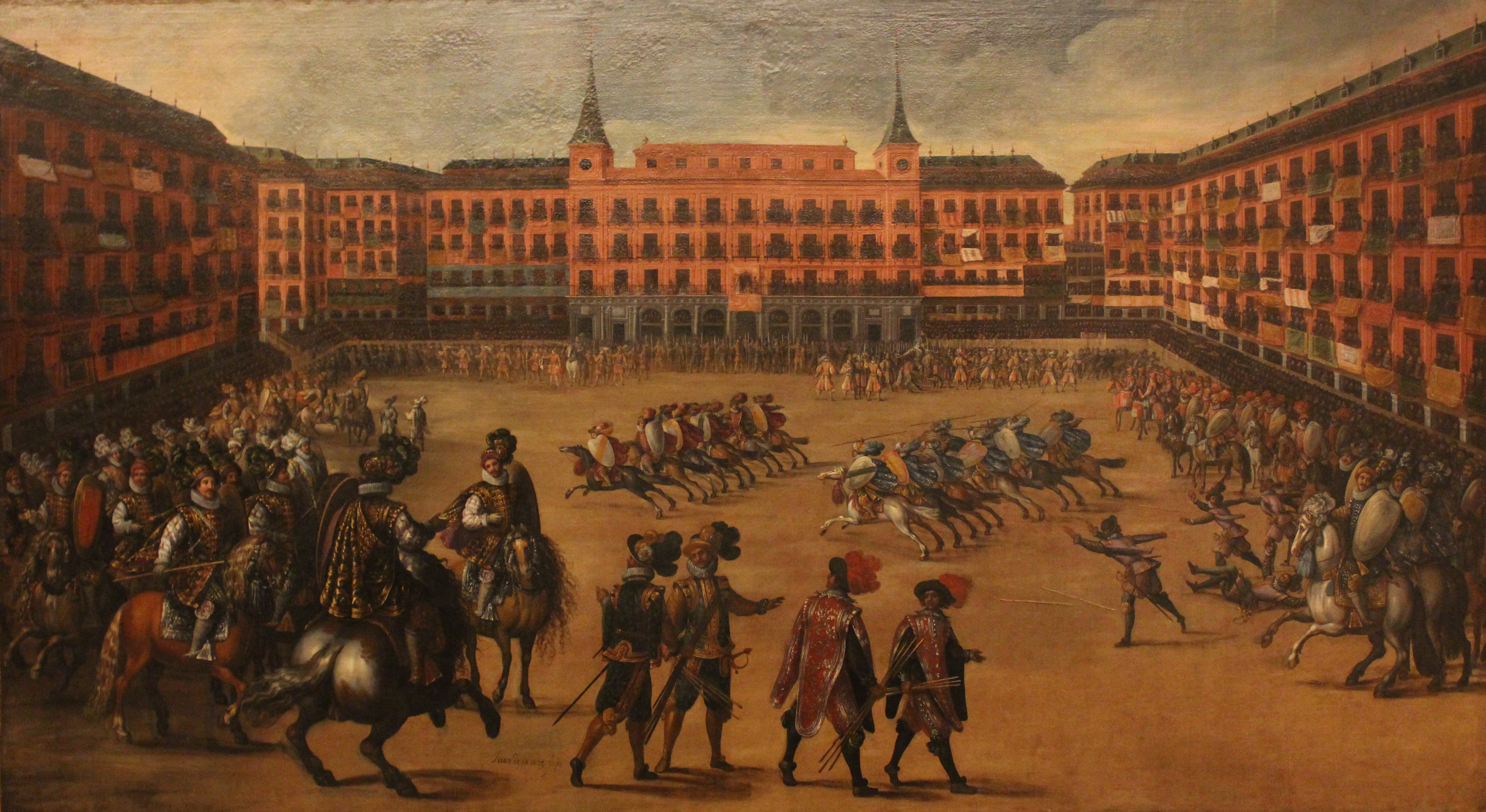
Pintura que representa una fiesta en la Plaza Mayor de Madrid hacia 1630 en que se muestra la asistencia de toda la corte (consejos y alta administración, así como los miembros de la casa real) en la villa de Madrid.

La Corte en España es la denominación bajo la que se conoce una serie de personas, instituciones y ceremonias cercanas al monarca español. 

## Concepto

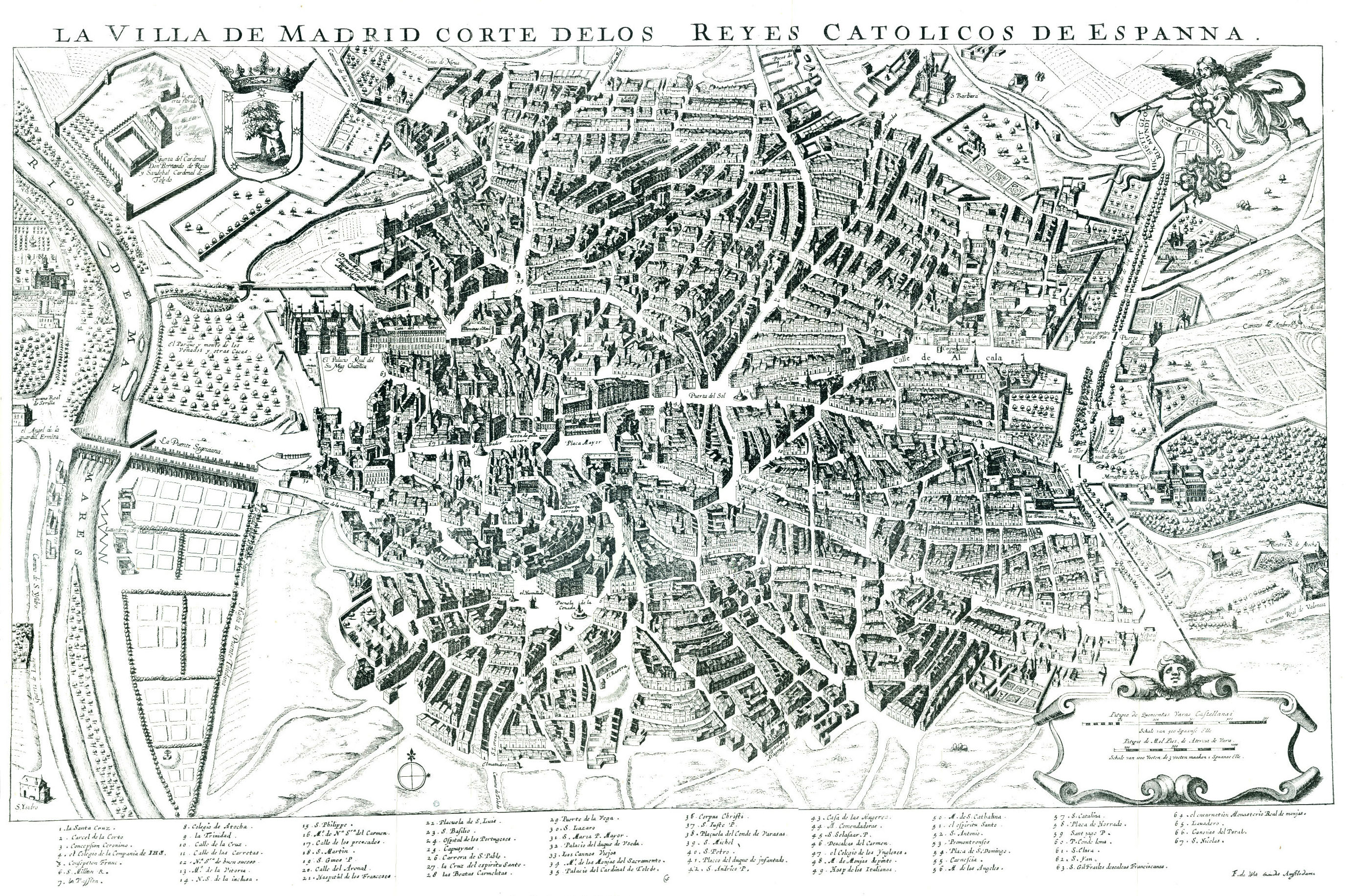
El conocido como Plano de Mancelli (entre 1622-1635), publicado bajo el título La Villa de Madrid Corte de los Reyes Católicos de Espanna

A lo largo del tiempo, este concepto ha englobado distintos aspectos más allá del significado del término en otros ámbitos europeos (Francia, Alemania o el Reino Unido). Siguiendo a Barrios Pintado, bajo este nombre estuvieron comprendidos los siguientes conceptos:
- según Hespanha: “lugar de ejercicio de los ministeria política del soberano”.[2]Desde 1561 fue la villa de Madrid, salvo en el período 1601-1606 que estuvo en Valladolid. Este es el uso dado en la expresión villa y corte aplicada a la villa de Madrid.
- Serie de instituciones políticas cercanas a la persona del monarca y las personas que lo componen. Por ejempo, los consejos o la Sala de Alcaldes de Casa y Corte.
- Conjunto del ámbito palatino, en el sentido de gentes, ceremonial y actos que rodean al monarca español en su dimensión áulica.

## Historia
Inicialmente el concepto de corte de los monarcas españoles se refería a una combinación de los tres conceptos enunciados anteriormente. Se contiene una definición en las Partidas, auspiciadas por Alfonso X el Sabio, rey de Castilla:
"Corte es llamado el lugar donde está el rey y sus vasallos y sus oficiales, que le deben cotidianamente aconsejar y servir, así como los hombres del reino que llegan por honra del rey o por alcanzar derecho o por hacerlo o por recaudar las otras cosas que tiene que ver con él. Y tomo este nombre de una palabra en latin que dicen "cohors", que significa tanto como unión de compañeros ( ... ) Y también es llamada en latín "curia" que quiere decir lugar donde se curan todos los hechos de la tierra, pues alli se ha de ver lo que cada uno ha de tener, según su derecho o su estado. También se dice "corte", según el lenguaje de España, porque allí está la espada de la justicia con que se han de cortar todos los males, tanto de dicho como de hecho, así los tuertos como las fuerzas y las soberbias que hacen los hombres y dicen, porque se muestran por atrevidos y denodados, y también los escarnios y los engaños y las palabras soberbias y necias que hacen a los hombres envilecerse y ser raheces". Partidas, 2, 9, 27.
Hacia el siglo XVI, siguiendo a Martínez Millán, la corte española comprendería en el segundo y tercero de los conceptos descritos, comprendería al menos:
- la casa real,
- los tribunales y consejos, y
- los cortesanos.

En los siglos XVI y XVII la expresión se usaba de forma corriente para designar la villa de Madrid, como lugar de residencia principal del monarca español, su casa, y las principales instituciones directamente relacionadas con su tarea de gobierno.Por ejemplo, en el título de la obra Gaçeta y nuevas de la corte de España, de Jerónimo Gascón de Torquemada.

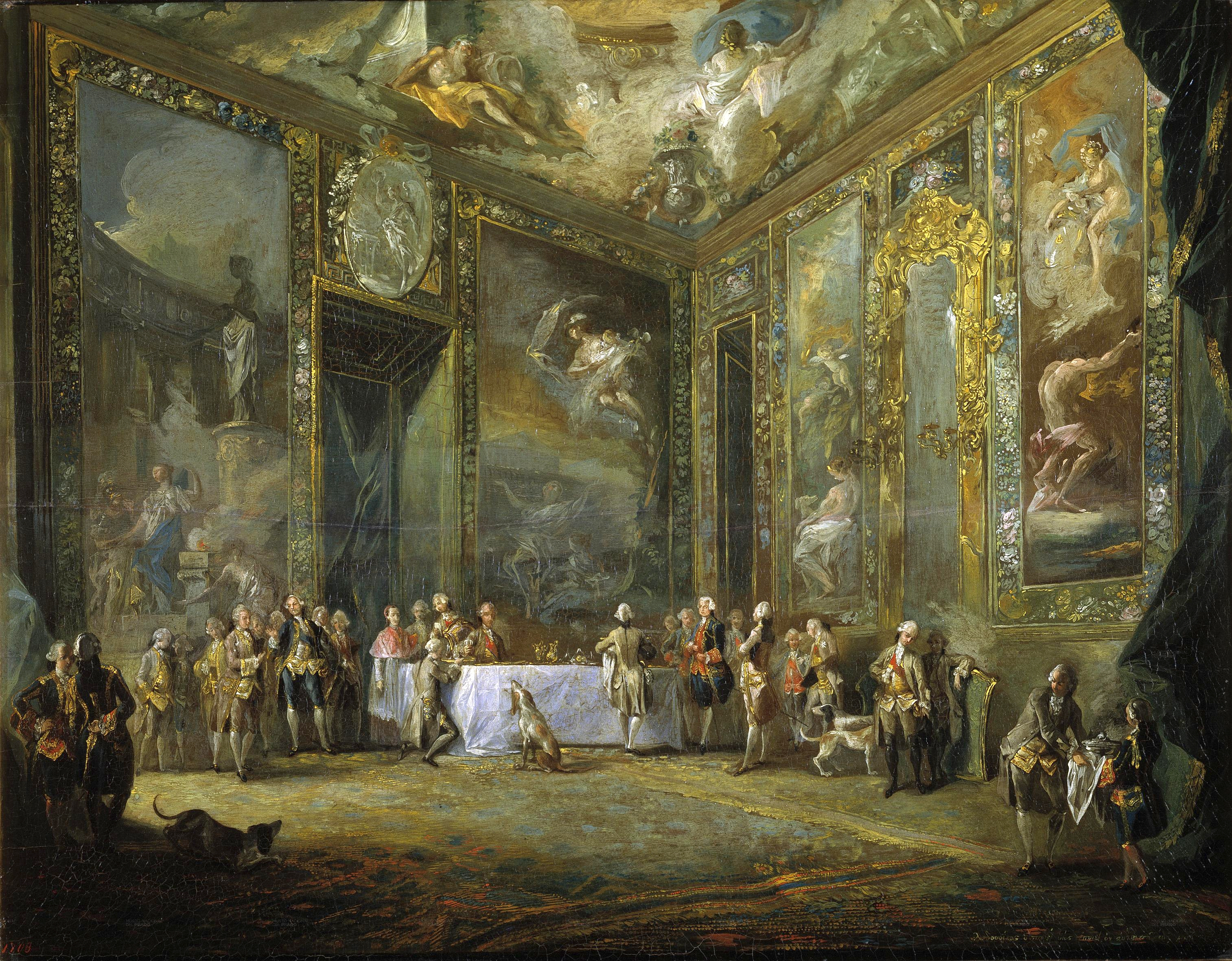
Carlos III comiendo ante su corte (1771-1772) por Luis Paret, en que se muestra la dimensión palatina de la corte española en el.

A lo largo del siglo XVIII, el concepto de corte se fue identificando con la dimensión áulica del monarca, especialmente en relación con el espacio palatino. De esta forma se fue homogeneizando con la definición del concepto de la cour (en Francia) o las hof alemanas. Comprendía la casa del Rey y otras casas de miembros de su familia, como la casa de la Reina o la del Príncipe. En este aspecto áulico se comprendía también el ceremonial palatino desarrollado según la etiqueta de Borgoña, en actos como los bautizos reales, los besamanos, las ceremonias de cobertura y toma de almohada o las capillas públicas.
En los siglos XIX y XX, la idea de corte pasó a referirse en exclusiva a la dimensión áulica del monarca.

### Individuales
1. ↑  Barrios Pintado, 2015, pp. 220-222.
2. ↑  Citado en Barrios Pintado, 2015
3. ↑  Citado en González, Dolores del Mar Sánchez (2003). «Introducción». Corte y monarquía en España. Madrid: Centro de Estudios Ramón Areces (CEURA). p. 13. ISBN 978-84-8004-602-2. Consultado el 26 de diciembre de 2023.
4. ↑  Martínez Millán, José (2006). «La corte de la monarquía hispánica». Studia historica. Historia moderna (28): 17-61. ISSN 0213-2079. Consultado el 25 de diciembre de 2023.
5. ↑  Por ejemplo, en este sentido se utiliza por Cabrera de Córdoba en Cabrera de Córdoba, 1857, pp. 3, 21, 62, 136